# That's So Raven
That's So Raven (bra: As Visões da Raven; prt: Raven) é uma sitcom americana, exibida pelo Disney Channel de 17 de janeiro de 2003 a 10 de novembro de 2007, tendo 100 episódios divididos em quatro temporadas e mais uma especial. Situada em São Francisco, a série é estrelada pela atriz e cantora Raven-Symoné como Raven Baxter, uma adolescente com habilidades de clarividência. Orlando Brown e Anneliese van der Pol coestrelam como os melhores amigos da protagonista, além de Kyle Massey como seu irmão mais novo e atentado. Conta, ainda, com T'Keyah Crystal Keymáh e Rondell Sheridan,
A série é considerada um dos maiores sucessos da história do Disney Channel, sendo a primeira do canal a chegar à marca de 100 episódios e conseguir altos índices de audiência. Foi indicada a vários prêmios, incluindo duas indicações ao Primetime Emmy Award de Melhor Programa Infantil em 2005 e 2007. O duplo episódio "Primos do Interior" foi o mais visto da série nos Estados Unidos até hoje, marcando 10,8 milhões de telespectadores. Desde sua finalização, That's So Raven inspirou dois spin-offs: Cory in the House, estrelado por Kyle Massey, que foi ao ar de 2007 a 2008, e Raven's Home, estrelado por Raven-Symoné e Anneliese van der Pol como Raven e Chelsea criando seus filhos juntas, que estreou em 2017.

## Enredo
Raven Baxter poderia ser uma típica adolescente, se não fosse pela excepcional inteligência e a estranha capacidade de prever o que vai acontecer em um futuro próximo. Esse dom peculiar causa mais problemas na vida de Raven do que se pode imaginar. O inconveniente é que suas visões não vêm com todos os detalhes, e sua imaginação acaba preenchendo essas pequenas lacunas, causando, na maioria das vezes, consequências inesperadas; Suas visões às vezes representam uma profecia autorrealizável. Apenas sua família e amigos sabem desse dom. Eddie e Chelsea são seus melhores amigos e eles acompanham Raven nas suas aventuras mais cômicas e inesperadas.

## Produção
Originalmente, o nome da série seria The Future Is On Me (O Futuro Está Em Mim, em tradução literal) com a personagem principal nomeada Dawn Baxter. Depois, o nome da série foi modificado para Absolutely Psychic (Absolutamente Vidente, em português), e a personagem principal chamaria-se Rose Baxter, mas finalmente decidindo por Raven Baxter quando a atriz Raven-Symoné ganhou o papel principal, com a série sendo intitulada para That's So Raven (em português literal seria: Isso é Tão Raven). Symoné originalmente fez o teste para o papel da melhor amiga, Chelsea. Raven-Symoné foi creditada simplesmente como "Raven" ao longo da série. Além disso, o nome da melhor amiga de Raven também não seria Chelsea e sim, Emma. Raven-Symoné virou produtora da série a partir da quarta temporada.

## Elenco
| Ator/Atriz             | Personagem                      | Temporadas     | Temporadas     | Temporadas     | Temporadas     | Dublador(a)               | Dobrador(a) (Disney Channel)               | Dobrador(a) (Disney+ 3ª Temporada) |
| Ator/Atriz             | Personagem                      | 1ª             | 2ª             | 3ª             | 4ª             | Dublador(a)               | Dobrador(a) (Disney Channel)               | Dobrador(a) (Disney+ 3ª Temporada) |
| Elenco Regular         | Elenco Regular                  | Elenco Regular | Elenco Regular | Elenco Regular | Elenco Regular | Elenco Regular            | Elenco Regular                             | Elenco Regular                     |
| ---------------------- | ------------------------------- | -------------- | -------------- | -------------- | -------------- | ------------------------- | ------------------------------------------ | ---------------------------------- |
| Raven-Symoné           | Raven Lydia Baxter              | Regular        | Regular        | Regular        | Regular        | Mariana Torresa           | Joana Carvalho                             | Helena Montez                      |
| Raven-Symoné           | Raven Lydia Baxter              | Regular        | Regular        | Regular        | Regular        | Cidalia Castro (canções)  | Joana Carvalho                             | Helena Montez                      |
| Orlando Brown          | Edward "Eddie" Thomas           | Regular        | Regular        | Regular        | Regular        | Marcos Souza              | Pedro Mendonça                             | Alexandre Carvalho                 |
| Orlando Brown          | Edward "Eddie" Thomas           | Regular        | Regular        | Regular        | Regular        | Marlon Saint (canções)b   | Pedro Mendonça                             | Alexandre Carvalho                 |
| Anneliese van der Pol  | Chelsea Ophelia Daniels         | Regular        | Regular        | Regular        | Regular        | Flávia Saddy              | Rute Pimenta                               | Leonor Biscaia                     |
| Anneliese van der Pol  | Chelsea Ophelia Daniels         | Regular        | Regular        | Regular        | Regular        | Raquel Mello (canções)c   | Rute Pimenta                               | Leonor Biscaia                     |
| Kyle Massey            | Cory Baxter                     | Regular        | Regular        | Regular        | Regular        | Thiago Farias             | Patricia LM (S01-S03) Miguel Fragata (S04) | André Raimundo                     |
| Rondell Sheridan       | Victor Baxter                   | Regular        | Regular        | Regular        | Regular        | Élcio Romar               | Igor Granda                                | Pedro Bargado                      |
| T'Keyah Crystal Keymáh | Tanya Baxter                    | Regular        | Regular        | Regular        |                | Rita Lopes                | Ana Saltão (S01-S02) Zélia Santos (S03)    | Ana Vieira                         |
| Elenco Recorrente      |                                 |                |                |                |                |                           |                                            |                                    |
| Rose Abdoo             | Senhorita Rodriguez             | Recorrente     | Recorrente     | Recorrente     | Recorrente     | Cláudia Martins           | Ângela Marques                             | Mónica Garcez                      |
| Amy Hill               | Senhora DePaulo                 | Recorrente     | Recorrente     |                |                | Jane Kelly                | Raquel Rosmaninho                          | N/A                                |
| Wesley Mann            | Senhor Lawler                   | Recorrente     | Recorrente     |                |                | Márcio Simões             | Jorge Vasques                              | N/A                                |
| Joshua Harto           | Ben Sturky                      | Recorrente     |                |                |                | Marcelo Garcia            | António Vaz Mendes                         | N/A                                |
| Lil' J                 | Devon Carter                    |                | Recorrente     | Recorrente     | Recorrente     | José Leonardo             | Raúl C.Pereira/ Pedro Manana               | Ricardo Monteiro                   |
| Ashley Drane           | Muffy Thompson                  |                | Recorrente     | Recorrente     | Recorrente     | Christiane Monteiro       | Raquel Rosmaninho                          | Sissi Martins                      |
| Andrea Edwards         | Loca                            |                | Recorrente     | Recorrente     | Recorrente     | Iara Riça                 | Raquel Rosmaninho                          | Joana Castro                       |
| Frankie Ryan Manriquez | William                         |                | Recorrente     | Recorrente     | Recorrente     | Carlos Eduardo Sangenetto | Alexandra Silva                            | Maria Camões                       |
| David Henrie           | Larry                           |                | Recorrente     | Recorrente     | Recorrente     | Erick Bougleux            | Pedro Ribeiro                              | Pedro Paz                          |
| Adrienne Bailon        | Alana Rivera                    |                | Recorrente     |                |                | Fernanda Baronne          | Isabel Queiros                             | N/A                                |
| Bobbe' J. Thompson     | Stanley                         |                |                | Recorrente     | Recorrente     | Luciano Monteiro          | Alexandra Silva                            | Joana Bernardo                     |
| Jordyn Colemon         | Cindy                           |                |                | Recorrente     | Recorrente     | Jéssica Marina            | Isabel Queirós                             | Inês Conde                         |
| Erica Rivera           | Bianca                          |                |                | Recorrente     |                | Mabel Cezar               | Lucinda Afonso                             | Bárbara Lourenço                   |
| Drew Sidora            | Chantel                         |                |                | Recorrente     |                | Silvia Goiabeira          | Angela Marques                             | Marta Mota                         |
| Juliette Goglia        | Sierra/Sara (PT Disney Channel) |                |                | Recorrente     |                | Ana Clara Barreto         | Isabel Queirós                             | Carla García                       |
| Sydney Park            | Sydney                          |                |                |                | Recorrente     | Jéssica Marina            | Isabel Queirós                             | N/A                                |
| Anne-Marie Johnson     | Donna Cabonna                   |                |                |                | Recorrente     | Andrea Murucci            | Raquel Rosmaninho                          | N/A                                |
| Jodi Shilling          | Tiffany                         |                |                |                | Recorrente     | Roberta Nogueira          | Teresa Chaves                              | N/A                                |
| Dan Mott               | Espremedor/Sumos (PT)           |                |                |                | Recorrente     | Marcelo Garcia            | Luís Araújo                                | N/A                                |

## Episódios
| Temporada | Temporada | Episódios | Exibição Original                                |
| --------- | --------- | --------- | ------------------------------------------------ |
|           | 1         | 21        | 17 de Janeiro de 2003 - 5 de Março de 2004       |
|           | 2         | 22        | 3 de Outubro de 2003 - 24 de Setembro de 2004    |
|           | 3         | 35        | 1 de Outubro de 2004 - 16 de Janeiro de 2006     |
|           | 4         | 22        | 20 de Fevereiro de 2006 - 10 de Novembro de 2007 |

## Produtos
That's So Raven acabou virando uma marca de sucesso, contando com uma linha de roupas, bonecas, livros, jogos de tabuleiro, um perfume, três jogos eletrônicos, Discman, MP3 player, diversos DVDs e duas trilhas sonoras. Em fevereiro de 2005, virou brinde do famoso McLanche Feliz. Em abril de 2005, uma boneca da Raven Baxter foi lançada, e uma outra foi lançada no ano seguinte. Em setembro de 2005, uma linha de roupas baseada nos figurinos dos personagens foi lançada nas lojas Macy's.
Em meados de 2006, foi divulgado que a marca That's So Raven já tinha gerado mais de 400 milhões de dólares.

### Trilhas Sonoras
- 2003: That's So Raven
- 2006: That's So Raven Too!

### Jogos
- That's So Raven, - Plataforma: Game Boy Advance
- That's So Raven 2 - Plataforma: Game Boy Advance
- That's So Raven: Psychic on the Scene -  Plataforma: Nintendo DS

## Exibições no Brasil e em Portugal
O seriado foi exibido inicialmente no Brasil pelo programa Zapping Zone, no Disney Channel Brasil. Logo depois chegou ao SBT, em 2007, e foi transmitido aos sábados de tarde, no bloco Ataque de Risos, tornando-se diária tempos depois, sendo exibida às 13:30h de segunda a sábado, com uma hora de duração. Em 15 de junho de 2015, foi bruscamente substituída pela série I Love Lucy, a pedido de Silvio Santos, porém acabou voltando para a grade da emissora no dia 17, devido a baixa audiência de I Love Lucy. That's So Raven saiu do ar no dia 30 de junho, dando lugar a série Diff'rent Strokes. Após uma reformulação na grade de programação, o SBT rescindiu definitivamente o contrato da série. Em 2014, a série foi reprisada duas vezes no Disney Channel Brasil, a primeira vez em julho no bloco Disney Channel Fest que reprisou também outras séries da época, e na segunda vez no mês de novembro, junto com Hannah Montana, Sunny With a Chance e Wizards of Waverly Place, no bloco Disney Replay, às 23h, tendo duração de duas horas. Em março de 2018, a série ganhou um horário fixo na grade do canal, sendo exibida às 12h. O tema de abertura foi gravado por Cidália Castro com o rap de Flávia Santana, do grupo As Sublimes.
Em Portugal, a série foi transmitida entre 2004 e 2010, apenas no Disney Channel Portugal, em que também fez bastante sucesso. Em julho de 2020, a terceira temporada foi disponibilizada pelo Disney+ (apenas em outros países), mas este decidiu redobrar a temporada com o elenco português de Raven's Home.

## Lançamentos em DVD

### Volumes
| # | Episódios                                  | Episódios | Data                  | Bônus                                                                                            |
| - | ------------------------------------------ | --- | --------------------- | ------------------------------------------------------------------------------------------------ |
| 1 | That's So Raven - Supernaturally Stylish   | - Se Eu Tivesse um Trabalho - 1ª temporada - Ele Tem o Poder - 2ª temporada - Essa Não é a Raven - 2ª temporada - Boys 'N Motion - 3ª temporada                                                             | 7 de Dezembro de 2004 | - Supernatural (vídeo Musical) - As Visões da Raven (tema de abertura do seriado)(Vídeo Musical) |
| 2 | That's So Raven - Disguise the Limit       | - Arte Quebrada - 3ª temporada - Primos do Interior ''Parte 1 & 2) - 3ª temporada - O Grill Vizinho - 3ª temporada                                                                                          | 12 de Agosto de 2005  | - Mestre dos disfarces - Cenas deletadas e comentários por Raven-Symoné                          |
| 3 | That's So Raven - Raven's House Party      | - Choques da Oportunidade - 3ª temporada - Muita Pressão - 3ª temporada - Visão em Dobro - 3ª temporada - O Quatro Ases - 3ª temporada - Visão impossível -3ª temporada                                     | 6 de dezembro de 2005 | - Episódio nunca antes visto - Choque e outtakes - As Visões da Raven Jogo Radio Trivia          |
| 4 | That's So Raven - Raven's Makeover Madness | - Pinos Correspondentes - 4ª temporada - Verdadeiros & Falsos - 4ª temporada - Aventuras com a Chefe - 4ª temporada - Dando Jeito no Meu Pedaço! - 4ª temporada - Quando 6021 Encontrou 4267 - 4ª temporada | 18 de Julho de 2006   | So You Think You Know Raven (Volume 1, jogo de trivia) As feras da música 2 Sneak Peek           |

### Outros
| DVD                                       | Episódios                           | Data                  | Bônus                                                  |
| ----------------------------------------- | ----------------------------------- | --------------------- | ------------------------------------------------------ |
| Disney Channel Holiday                    | - Fugindo do Noel - 1ª temporada    | 1de Novembro de 2005  | N/A                                                    |
| That's So Suite Life of Hannah Montana    | - Saindo Fora - 4ª temporada        | 16 de Janeiro de 2007 | So You Think You Know Raven (Volume 2, jogo de trivia) |
| Hannah Montana Volume 4: One in a Million | - Corra Raven, Corra - 2ª temporada | 28 de Janeiro de 2008 | N/A                                                    |

## Spin-off
Cory in the House se tornou o primeiro spin-off de uma série do Disney Channel, e estreou em 12 de janeiro de 2007. Foi o escolhido em meio a muitas propostas de spin-offs que a Disney ofereceu, incluindo um sobre Raven indo para a faculdade, porém a atriz Raven-Symoné recusou, então, o canal decidiu fazer um spin-off com Kyle Massey.
O enredo envolve Cory e seu pai Victor, se adaptando à vida em Washington, D.C.; Victor recebeu um trabalho como o chef de cozinha do presidente. O seriado acontece enquanto Raven está cursando a faculdade de moda e a mãe de Cory ainda está em Londres. Cory tem dois melhores amigos, Newton Livingston III (Jason Dolley) e Meena Paroom (Maiara Walsh), observe que na série original, a personagem principal também tem dois melhores amigos, um menino e uma menina. Também temos, a filha do presidente, Sophie (Madison Pettis), que constantemente importuna Cory. Durante os episódios, Cory se mete em várias confusões, e no final, ele sempre aprende uma lição de moral e é punido.
No episódio "Raven na Casa Branca" (exibido em 8 de julho de 2007), Raven visita o pai e o irmão na Casa Branca, como a intenção de mostrar seus desenhos de novos uniformes de guia turístico para o Presidente Martinez (John D'Aquino). Infelizmente, ela tem uma visão de um relógio que cai sobre o presidente, e abordá-lo, ganhando o Serviço Secreto dos Estados Unidos, assim tendo a chance de persegui-lo em volta do local. Cory se apresenta como sua irmã para exibir os uniformes, modelados por Newton e Meena. Raven é descoberta fora do Salão Oval da janela, e perseguida, até que ela realmente consegue salvar o Sr. Martinez do relógio. O episódio termina com a sequência de créditos para Pooshnick, um show de país de Meena sobre uma psíquica garota que pode ver o futuro e sempre acaba atrapalhando ao tentar impedir que a visão aconteça.

## Crossovers
O episódio "Checkin 'Out" (exibido em 28 de julho de 2006), é a primeira parte de um crossover de três séries, que continua em "The Suite Life of Zack & Cody" e conclui em "Hannah Montana". Raven Baxter pede a ajuda de Zack e Cody, enquanto visitava o Hotel Tipton, para fazer uma sessão de fotos para uma promoção de moda para meninos. Durante a sua estada no Hotel, Raven perturba Cody com visões psíquicas e London Tipton se recusa a usar um dos desenhos de roupas de Raven até que Hannah Montana chega e mostra um interesse.

## Retorno
Oito anos após o termino da série, houve rumores de que a série iria ter um segundo spin-off. Em 14 de agosto, 2015, uma reunião com a Raven e seus ex-colegas de elenco aconteceu no TheView (programa que tinha Raven como uma das apresentadoras). Estavam presentes Orlando Brown, Anneliese van der Pol e Kyle Massey. Eles relembraram os velhos tempos de quando gravaram o seriado, e contaram um pouco do que andam fazendo. T'Keyah Crystal Keymáh e Rondell Sheridan não estavam presentes, mas foram mencionados por Raven.
Em outubro de 2016, a Disney comunicou que iria fazer um novo spin-off, com Raven-Symoné e Anneliese van der Pol como protagonistas. O spin-off intitulado de Raven's Home, conta a história de Raven e Chelsea como mães recém-divorciadas, vivendo juntas na mesma casa. Um dos filhos de Raven descobre que também tem a capacidade de ver o futuro, igual a mãe. A série estreou dia 21 de julho de 2017 e além de Raven e Anneliese, o elenco principal também conta com Isaac Ryan Brown como Booker, um dos filhos gêmeos de 11 anos de Raven, Navia Robinson como Nia, a outra filha gêmea de 11 anos de Raven, Jason Maybaum como Levi, filho único de Chelsea de apenas 9 anos, e Sky Katz como Tess, a vizinha e melhor amiga de Nia. Devon Carter (Jonathan McDaniel) é o agora ex-esposo de Raven e pai de Booker e Nia, seu personagem aparece em alguns episódios da série.
Rondell Sheridan e Kyle Massey fizeram participações especiais na 2ª temporada, reprisando seus personagens, Victor e Cory Baxter.

## Prêmios e Indicações
| Ano  | Prêmio                     | Categoria                                                                 | Beneficiário                                                 | Resultado |
| ---- | -------------------------- | ------------------------------------------------------------------------- | ------------------------------------------------------------ | --------- |
| 2003 | BAFTA Children's Awards    | International                                                             | That's So Raven                                              | Indicado  |
| 2004 | BET Comedy Awards          | Outstanding Lead Actress in a Comedy Series                               | Raven-Symoné                                                 | Indicado  |
| 2004 | BET Comedy Awards          | Outstanding Comedy Series                                                 | That's So Raven                                              | Indicado  |
| 2004 | Gracie Allen Awards        | Outstanding Children/Adolescent Program                                   | That's So Raven                                              | Venceu    |
| 2004 | NAACP Image Awards         | Outstanding Performance in a Youth/Children's Program                     | Raven-Symoné                                                 | Venceu    |
| 2004 | Kids Choice Awards         | Favorite Female TV Star                                                   | Raven-Symoné                                                 | Venceu    |
| 2004 | NAMIC Vision Awards        | Best Comedic Performance                                                  | Raven-Symoné                                                 | Indicado  |
| 2004 | NAMIC Vision Awards        | Children's                                                                | That's So Raven                                              | Indicado  |
| 2004 | Teen Choice Awards         | Choice TV Actress: Comedy                                                 | Raven-Symoné                                                 | Indicado  |
| 2004 | Teen Choice Awards         | Choice TV Show: Comedy                                                    | That's So Raven                                              | Indicado  |
| 2004 | Young Artist Awards        | Best Performance in a TV Series (Comedy or Drama) – Leading Young Actor   | Kyle Massey                                                  | Indicado  |
| 2004 | Young Artist Awards        | Best Performance in a TV Series (Comedy or Drama) – Leading Young Actress | Raven-Symoné                                                 | Indicado  |
| 2005 | BET Comedy Awards          | Outstanding Lead Actress in a Comedy Series                               | Raven-Symoné                                                 | Indicado  |
| 2005 | BET Comedy Awards          | Outstanding Comedy Series                                                 | That's So Raven                                              | Indicado  |
| 2005 | Casting Society of America | Best Casting – Children's Programming                                     | Joey Paul Jensen                                             | Venceu<   |
| 2005 | Genesis Awards             | Children's Programming                                                    | That's So Raven                                              | Venceu    |
| 2005 | Gracie Allen Awards        | Outstanding Female Lead in a Comedy                                       | Raven-Symoné                                                 | Venceu    |
| 2005 | NAACP Image Awards         | Outstanding Performance in a Youth/Children's Series/Special              | Raven-Symoné                                                 | Venceu    |
| 2005 | Kids Choice Awards         | Favorite TV Actress                                                       | Raven-Symoné                                                 | Venceu    |
| 2005 | NAMIC Vision Awards        | Best Comedic Performance                                                  | Raven-Symoné                                                 | Indicado  |
| 2005 | NAMIC Vision Awards        | Children's                                                                | That's So Raven                                              | Indicado  |
| 2005 | Primetime Emmy Awards      | Outstanding Children's Program                                            | That's So Raven                                              | Indicado  |
| 2005 | Teen Choice Awards         | Choice TV Actress: Comedy                                                 | Raven-Symoné                                                 | Indicado  |
| 2005 | Teen Choice Awards         | Choice TV Show: Comedy                                                    | That's So Raven                                              | Indicado  |
| 2005 | Young Artist Awards        | Best Performance in a Television Series – Guest Starring Young Actor      | Christopher Malpede                                          | Venceu    |
| 2005 | Young Artist Awards        | Outstanding Young Performers in a TV Series                               | Orlando Brown Kyle Massey Anneliese van der Pol Raven-Symoné | Venceu    |
| 2006 | Casting Society of America | Best Casting – Children's TV Programming                                  | Joey Paul Jensen                                             | Indicado  |
| 2006 | NAACP Image Awards         | Outstanding Performance in a Youth/Children's Series or Special           | Raven-Symoné                                                 | Venceu    |
| 2006 | NAACP Image Awards         | Outstanding Directing in a Comedy Series                                  | Eric Dean Seaton                                             | Indicado  |
| 2006 | Kids Choice Awards         | Favorite TV Actress                                                       | Raven-Symoné                                                 | Indicado  |
| 2006 | Kids Choice Awards         | Favorite TV Show                                                          | That's So Raven                                              | Indicado  |
| 2006 | NAMIC Vision Awards        | Best Comedic Performance                                                  | Raven-Symoné                                                 | Indicado  |
| 2006 | NAMIC Vision Awards        | Best Children's                                                           | That's So Raven                                              | Venceu    |
| 2006 | Teen Choice Awards         | TV – Choice Actress: Comedy                                               | Raven-Symoné                                                 | Indicado  |
| 2006 | Young Artist Awards        | Best Family Television Series (Comedy)                                    | That's So Raven                                              | Indicado  |
| 2007 | NAACP Image Awards         | Outstanding Actress in a Comedy Series                                    | Raven-Symoné                                                 | Indicado  |
| 2007 | NAACP Image Awards         | Outstanding Performance in a Youth/Children's Program – Series or Special | Kyle Massey                                                  | Indicado  |
| 2007 | NAACP Image Awards         | Outstanding Performance in a Youth/Children's Program – Series or Special | Raven-Symoné                                                 | Venceu    |
| 2007 | NAACP Image Awards         | Outstanding Children's Program                                            | That's So Raven                                              | Venceu    |
| 2007 | Kids Choice Awards         | Favorite TV Actress                                                       | Raven-Symoné                                                 | Indicado  |
| 2007 | NAMIC Vision Awards        | Children's                                                                | That's So Raven                                              | Venceu    |
| 2007 | Primetime Emmy Awards      | Outstanding Children's Program                                            | That's So Raven                                              | Indicado  |
| 2007 | Writers Guild of America   | Children's Episodic & Specials                                            | Deborah Swisher ("Fur Better or Worse")                      | Indicado  |
| 2007 | Young Artist Awards        | Best Performance in a TV Series (Comedy or Drama) – Leading Young Actor   | Kyle Massey                                                  | Venceu    |
| 2008 | NAACP Image Awards         | Outstanding Performance in a Youth/Children's Program (Series or Special) | Raven-Symoné                                                 | Venceu    |
| 2008 | NAACP Image Awards         | Outstanding Children's Program                                            | That's So Raven                                              | Venceu    |
| 2008 | Kids Choice Awards         | Favorite TV Actress                                                       | Raven-Symoné                                                 | Indicado  |
| 2008 | NAMIC Vision Awards        | Best Performance – Comedy                                                 | Raven-Symoné                                                 | Indicado  |